# Régie immobilière de la ville de Paris
 (juillet 2012).
La Régie immobilière de la ville de Paris (RIVP) est un organisme de logement social créé en 1923 aux fins de construire, puis de gérer des immeubles à loyers moyens à l'usage des classes moyennes sur les terrains rendus disponibles par la démolition des anciennes fortifications de Paris. Elle a pour vocation de gérer, construire et réhabiliter des logements sociaux, des résidences étudiantes et plus récemment des hôtels d’entreprises, incubateurs et pépinières.  
C’est une société d’économie mixte dont l’actionnaire principal est la ville de Paris, qui en détient 68,4 % des parts. 

## Description
Les missions de la RIVP sont :                                                                      
- Assurer la construction, l'entretien et la gestion locative de programmes immobiliers, principalement dans le domaine du logement social, pour le compte de la ville de Paris. En effet, la RIVP c'est entre 1 200 et 1 500 nouveaux logements sociaux par an. Elle est considérée comme un acteur important de l'extension des logements dans la capitale. En 2019 la RIVP gère 61 000 logements dont 8 000 studios meublés appelés « foyer »[1].
- Assurer la réalisation d'équipements publics en mandat de maîtrise d'ouvrage ;
- Réaliser les travaux d'entretien et d'amélioration de son patrimoine ;
- Accompagner le développement des jeunes entreprises à travers des incubateurs, pépinières et hôtels d’entreprise.
- Favoriser aussi le développement des économies locales. La RIVP a dans son portefeuille près de 2 400 locaux commerciaux de diverses activités (boulangeries, restaurants, pharmacies, banques...). De plus, consciente du potentiel des entreprises innovantes, elle accueille dans ses incubateurs de nombreuses startups. Son objectif est de maximiser les synergies entre les différentes activités.

La ville de Paris a repris la majorité du capital de la RIVP en 2007. Les deux autres actionnaires de la RIVP sont la Caisse des dépôts et consignations et le Groupe Habitat en Région (filiale de la Caisse d'épargne).

## Les dirigeants
La RIVP a été présidée par Pierre Castagnou de décembre 2006 au 24 février 2009. Pierre Aidenbaum nommé le 9 avril 2009 fut son successeur jusqu'en 2014.
Maire du 20e arrondissement de Paris entre 2008 et 2020, Frédérique Calandra a été élue présidente de la RIVP le 30 mai 2014. 
Le nouveau président de la RIVP depuis l'automne 2020 est David Belliard. Christine Laconde en est la directrice générale.